# Josse de Lalaing
Josse de Lalaing  fut seigneur de Montigny, gouverneur de Hollande, de Zélande et de Frise, amiral de Flandre (nl) (~1437 - 1483), commandant de la marine bourguignonne, et chevalier de l'ordre de la Toison d'or (1478).

## Biographie
Fils de Simon VIII de Lalaing (1405-1477), Josse épousa Bonne de la Vieufville, dame de Sains et eut quatre enfants :
1. Antoine de Lalaing mourut à Gand le 11 avril 1540 ;
2. Antoinette de Lalaing épousa Philippe de Habarcq gouverneur d'Arras en 1535 ;
3. Marguérite de Lalaing épousa Philippe de Contay, puis Louis de Longueval ;
4. Charles Ier de Lalaing décédé (†1525) au château d'Audenarde.

Il fut conseiller chambellan de Charles le Téméraire, duc de Bourgogne et de Maximilien Ier, archiduc d'Autriche. Ce dernier le nommera gouverneur (stadhouder) en remplacement de Wolfert VI van Borssele.
Il fut également capitaine de cent lances de la ville de Péronne, se signalant au siège de Nuys en 1474.
Il commandait la gendarmerie en 1477 à la bataille de Nancy l'aile gauche de l'armée de Charles le Téméraire et y fut prisonnier.
Il se distingua également à la bataille de Guinegatte.
Il fut tué lors du siège d'Utrecht de 1483 et inhumé dans l'église du couvent Sainte-Marguerite (Sint-Margrieteklooster) à Deinze.